# Кенреймон-ін Укьо-но-дайбу
Кенреймон-ін Укьо-но-дайбу (*яп. 建礼門院右京大夫, бл. 1157  —1233) — японська поетеса у стилі вака за наприкінці періоду Хейан й на початку Камакура.

## Життєпис
Походила з аристократичного роду Фудзівара. Донька Фудзівара но Кореюкі та Ооґа Юґірі (відома також як Ооґа-но Мотомаса. Батька був відомим калігфраом, а мати захоплювалася музикою. Народилася Кенреймон-ін Укьо-но-дайбу близько 1157 року. Втім її ім'я невідоме, оскільки Кенреймон-ін Укьо-но-дайбу — це приклад так званого придворного імені, яке жінки брали, вступаючи на палацову службу. Воно відбивало ранг жінки, посаду чоловіка. Так, Уьо-но-дайбу — наглядач за західною частиною столиці імперії. Її напевне обіймав родич поетеси. Кенреймон-ін свідчить про належність жінки до почту імператриці Кенреймон-ін.
Майбутня поетеса близько 1173 року вступила на службу до імператриці Кереймон-ін (з роду Тайра)і перебував разом з нею добу розквіту, а потім занепаду роду Тайра. Була коханкою спочатку Тайра но Сукеморі, а потім Фудзівара но Таканобу. Восени 1178 року на деякий час залишила двір, щоб піклуватися за хворою матір'ю. 1179 році остання помирає, а Уьо-но-дайбу відновила стосунки з Сукеморі. Після того, як у війні Ґемпей у 1183 році загинув Тайра-но Сукеморі, поетеса стала черницею в монастирі Хосшо-джі.
Але у 1195 році повернулася на службу до палацу. Спочатку була у почті імператора Го-Тоба, згодом — імператриці-матері Шичіджоо-ін. Померла у 1233 році.

## Творчість
З доробку відомий щоденник «Збірка Уьо-но-дайбу з почту Кенреймон-ін». 23 вірши увійшли до збірка «Чокусен вакашу», декілька інших до збірок «Фудоку вакашо» і 10 віршів — до «Нової імператорської збірки» поета Фудзівара но Тейка 1235 року, 2 вірша — до «Збірки підібраних перлин» Дзієна. Є версія, що вона була однією з авторок Повісті про Ґенджі.